# 121506 Chrislorentson
121506 Chrislorentson este o planetă minoră (asteroid) din centura de asteroizi. A fost descoperită pe 3 octombrie 1999 la Catalina Station⁠(d) de Catalina Sky Survey. 
Obiectul prezintă o orbită caracterizată de o semiaxă mare de 2,6594382137596 UAi, o excentricitate de 0,11, o înclinație de 11,8 ° în raport cu ecliptica.